# Amber Lawrence
Amber Lawrence (Mascot, 19 aprile 1978) è una cantante australiana.
Lavorava come contabile prima di diventare una musicista. Il suo album in studio di debutto, The Mile, viene definito «puro country» ed entra nella classifica in Australia fino a raggiungere il quarto posto, trascinato dal singolo Things That Bring Me Down, che termina in vetta alla chart australiana dei singoli. Nel 2011 pubblica il suo terzo album in studio, 3, sotto etichetta Sony Music. Superheroes (2014) è distribuito dalla Universal Music, quindi nel 2016 Happy Ever After è prodotto per la Social Family Records.

## Discografia

### Album in studio
- 2007 – The Mile
- 2009 – When It All Comes Down
- 2011 – 3
- 2014 – Superheroes
- 2016 – Happy Ever After
- 2017 – Our Backyard (con Travis Collins)

### EP
- 2006 – I've Got the Blues

### Collaborazioni
- 2022 – Let the Girls Sing (Kirsty Lee Akers feat. Amber Lawrence & Ashleigh Dallas)